# Rab (stad)
Rab (italienska: Arbe, tyska: Arbey) är en stad och turistort på ön Rab i Kroatien. Med sina 554 invånare (2001) är Rab huvudort och den största bosättningen på ön.

## Historia
Staden Rab grundades troligtvis av liburnerna, en illyrisk folkstam, som bebodde ön Rab och hela det område som idag utgör nordvästra Kroatien. Århundradena innan Kristus födelse fördes tidvis en bitter kamp mellan liburnerna och de antika grekerna. Under det första årtusendet e.Kr. besegrades illyrerna av romarna längs med den östra adriatiska kusten och staden Rab blev en romersk bosättning vid namn Arba. Under kristendomens första tid blev staden ett biskopssäte. Under 600-talet bosatte sig slaverna (dagens kroater) på ön. Rab kom dock snart att lyda under venetianerna. Tidvis kontrollerades staden liksom hela ön av det medeltida kroatiska kungariket. 1409-1797 kontrollerades staden av republiken Venedig och 1815 tillföll staden Österrike. Österrikarna behöll makten fram till första världskrigets slut 1918 då Österrike-Ungern upplöstes och Rab med flera andra öar i Adriatiska havet tillföll Italien. 1921 förenades hela ön och staden Rab med Serbers, kroaters och sloveners kungarike.

## Arkitektur och stadsbild
Staden är framförallt känd för sin stadssiluett som bland annat omfattar fyra klocktorn som på avstånd liknar ett skepp med fyra master. Längs med stadens huvudgator ligger flera portar och högreståndshus, däribland palatsen Nimira, Tudorin och Cassio, byggda i romansk stil. Flera sakrala byggnader, däribland Sankt Andreas kloster och kyrka, Mäktiga jungfru Marias katedral och Franciskuskyrkan bär stildrag från gotiken, renässansen och barocken. Det romanska Prinspalatset i stadens hjärta uppfördes under 1200-talet och byggdes senare ut i gotisk stil och renässansstil.  